# Науфаху, Джо
Джо Науфаху (англ. Joe Naufahu; урожд. Джозеф Сталин Перейра Науфаху (англ. Joseph Stalin Pereira Naufahu); род. 25 января 1978 года в Новой Зеландии) — бывший профессиональный регбист, ныне актёр. Бывший игрок в «Глазго Уорриорз». Телевизионному зрителю он наиболее известен по роли кхала Моро в шестом сезоне фэнтезийного сериала HBO «Игра престолов». Науфаху описывает себя как беспородного, поскольку его прародители происходят из Тонга, Самоа, Португалии и Германии. Его братом является актёр и режиссёр Рене Науфаху.

## Карьера

### Регби
Науфаху играл в регби за свою школу Окленд-граммар и он играл в команде «Нью-Зиланд Скулбойс» во время их тура по Великобритании в 1995 году. Он затем присоединился к провинциальной команде «Кентербери» и играл за «New Zealand Under 19s» и «Under 21s». Он также играл за «Саутленд».
Он играл в турнире «Super 12 Under 23» за «Крусейдерс» в 2001 году.
Он переехал в Англию в 2002 году и выступил в двух матчах в команде «Лестер».
Оттуда он переехал в Шотландию, записавшись в команду «Глазго Уорриорз» в декабре 2002 года. Он работал с тогдашним тренером «Глазго» Киви Сиранке. Его немедленно поставили в первую команду.
Его дебют в «Глазго» состоялся, когда он приземлил попытку против «Эдинбург» на стадионе Хьюэнден в 2002 году, сделав ничью 10-10. Он также приземлил попытку в ответном матче в Эдинбурге, и «Глазго» в конечном счёте выиграла матч со счётом 45-33.
В сезон с 2003 по 2004 гг. Науфаху получил травму колена. Во время реабилитации он играл за любительскую команду «Стирлинг».
Травма колена в итоге заставила его бросить профессиональный регби, но он продолжил играть в любительский за «Глазго Хатчесонс» в период с 2004 по 2005 гг. Однако травма в конечном счёте не позволила ему играть на любительском уровне и он стал тренером у «Глазго Хатчесонс».

### Актёрская карьера
После нескольких небольших ролей, а также главной роли в сериале 2005 года «Рынок», Науфаху получил роль кхала Моро в шестом сезоне фэнтезийного сериала «Игра престолов» в 2016 году.
Он сыграл Милса Мулиаину в фильме про регби «Удар» (2014), биографическом фильме о Стивене Дональде, который забил победный пенальти для Новой Зеландии на Чемпионате мира по регби 2011 года.

### Фитнес
Науфаху руководит своим собственным фитнес-бизнесом под названием «Ludus Magnus».

## Фильмография

### Фильмы
| Год  | Название            | Ориг. название        | Роль        | Примечания |
| ---- | ------------------- | --------------------- | ----------- | ---------- |
| 1997 | Вся луна            | The Whole of the Moon | коп         |            |
| 2010 | Матарики            | Matariki              | молодой коп |            |
| 2014 | Последний праведник | The Last Saint        | Пинбол      |            |

### Телевидение
| Год       | Название               | Ориг. название       | Роль            | Примечания              |
| --------- | ---------------------- | -------------------- | --------------- | ----------------------- |
| 2005      | Рынок                  | The Market           | Сеф Лима        | Главная роль            |
| 2009      | Могучие рейнджеры: RPM | Power Rangers RPM    | Страж           | Эпизод: «Run Ziggy Run» |
| 2012      | Спартак: Месть         | Spartacus: Vengeance | Лис             | 4 эпизода               |
| 2009–2012 | Вперёд, девочки        | Go Girls             | Элай Фа'асалеле | 22 эпизода              |
| 2012–2013 | Изумление Окленда      | Auckland Daze        | Джо             | 2 эпизода               |
| 2014      | Удар                   | The Kick             | Милс Мулиаина   | Телефильм               |
| 2016      | Игра престолов         | Game of Thrones      | Кхал Моро       | 3 эпизода               |